# Lorenzo Dickmann
Lorenzo Dickmann (Milán, 24 de septiembre de 1996) es un futbolista italiano que juega de defensa en la S. S. C. Bari de la Serie B.

## Carrera deportiva
Dickmann comenzó su carrera deportiva en el Novara Calcio de la Serie C en la temporada 2014-15. Ese mismo año logró el ascenso con el Novara a la Serie B.
En 2018 se marchó cedido, con opción de compra obligatoria, al SPAL 2013 de la Serie A. Así, el 4 de noviembre de 2018, hizo su debut en la máxima competición del fútbol italiano, en la derrota por 4-1 del SPAL frente a la S. S. Lazio. A final de temporada, el SPAL adquirió a Dickmann, tal y como estaba pactado en el contrato, y le terminó cediendo al ChievoVerona de la Serie B para la temporada 2019-20.

## Carrera internacional
Dickmann fue internacional sub-20 y sub-21 con la selección de fútbol de Italia.

## Clubes
| Club                        | País   | Año           |
| --------------------------- | ------ | ------------- |
| Novara Calcio               | Italia | 2014-2019     |
| S. P. A. L. (cedido)        | Italia | 2018-2019     |
| S. P. A. L.                 | Italia | 2019-2024     |
| A. C. ChievoVerona (cedido) | Italia | 2019-2020     |
| Brescia Calcio (cedido)     | Italia | 2023-2024     |
| Brescia Calcio              | Italia | 2024-2025     |
| S. S. C. Bari               | Italia | 2025-presente |